# Jikkyō Powerful Pro Yakyū 14
Jikkyō Powerful Pro Yakyū 14 (実況パワフルプロ野球14?) es un videojuego de béisbol para PlayStation 2 y Wii (bajo el Título como Jikkyō Powerful Pro Yakyū Wii (実況パワフルプロ野球Wii?), fue desarrollado y publicado por Konami en julio de 2007, exclusivamente en Japón. Es el decimocuarto juego de la serie Jikkyō Powerful Pro Yakyū, el octavo para la consola de Sony y el primero para la de Nintendo.
- Datos: Q16581606